# Schokalskibucht
Die Schokalskibucht ist eine Bucht, die sich über 10 km Länge zwischen dem Mount Calais und dem Kap Brown an der Ostküste der antarktischen Alexander-I.-Insel erstreckt. Vom Hampton-Gletscher kalben enorme Eismassen über einen steilen und stark zerklüfteten Gletscherbruch in die Bucht, weshalb sie nicht als sicherer Ankerplatz und der Gletscher gleichsam nicht als Aufstiegsroute in das Innere der Insel in Frage kommen.
Erstmals gesichtet und grob kartiert wurde die Bucht 1909 bei der Fünften Französischen Antarktisexpedition (1908–1910) unter der Leitung Jean-Baptiste Charcots. Dieser hielt die Bucht irrtümlich für eine Meerenge und benannte sie nach dem russischen Ozeanographen Juli Michailowitsch Schokalski (1856–1940) entsprechend als Detroit Schokalsky. Bei der British Grahamland Expedition (1934–1937) unter der Leitung des australischen Polarforschers John Rymill konnte Charcots Entdeckung nicht identifiziert werden. Erst Vermessungsarbeiten des 
Falkland Islands Dependencies Survey im Jahr 1948 offenbarten, dass es sich dabei um die hier beschriebene Bucht handeln musste.